# Саров
Саров (рус. Саров) је затворени град у Русији у Нижегородској области. Био је познат као Арзамас 16. Према попису становништва из 2010. у граду је живело 92.073 становника.
Највећи део града изградили су немачки ратни заробљеници. У граду се налази музеј руске атомске бомбе: наиме, Саров је у совјетско време био град научника који су радили на овом пројекту. И данас је град седиште руских тајних нуклеарних истраживања, тако да је приступ граду ограничен.

## Становништво
Према прелиминарним подацима са пописа, у граду је 2010. живело 92.073 становника, 4.421 (5,04%) више него 2002.
| 2002.  | 2010.  |
| ------ | ------ |
| 87.652 | 92.047 |

## Партнерски градови
- Лос Аламос
- Нови Атос